# Sabah Al-Jálid Al-Sabah
Jeque Sabah Al Jálid Al-Sabah (en árabe: صباح خالد الحمد الصباح; Ciudad de Kuwait, 3 de marzo de 1953) es un diplomático y político kuwaití, que había estado sirviendo en diferentes cargos ministeriales desde 2006 hasta su nombramiento como Primer Ministro de Kuwait en 2019. Además, es un miembro de alto rango de la familia gobernante del país, la familia Sabah.

## Biografía
Sabah nació el 3 de marzo de 1953. Es hijo de Jálid bin Hamad Al Sabah y Mouza bint Áhmad Al Sabah, hija a su vez de Áhmad bin Yábir Al Ali Al Sabah, quien fue el gobernante de Kuwait desde 1921 hasta 1950. Es el hermano de Mohámmad Al Jálid Al Sabah, Viceprimer Ministro y Ministro del Interior de Kuwait. Su otro hermano Áhmad Al Jálid Al Sabah es el ex Viceprimer Ministro y Ministro de Defensa. Sabah está casado con la Jequesa Aida Sálem Al-Ali Al-Sabah y tiene dos hijos. Aida Al-Sabah es la presidenta de la junta del Premio de Informática Jeque Sálem Al Ali Al Sabah.
Tiene una licenciatura en ciencias políticas, que recibió de la Universidad de Kuwait en 1977.

### Carrera política
Sabah comenzó su carrera política en 1978, uniéndose al Ministerio de Asuntos Exteriores. Hasta 1995 trabajó en el ministerio en varias capacidades, incluyendo ser miembro de la misión permanente de Kuwait ante las Naciones Unidas (1983-1989). En 1995, se convirtió en embajador de Kuwait en Arabia Saudita y ocupó el cargo hasta 1998. Durante este período también fue enviado de Kuwait a la Organización de la Conferencia Islámica (OIC). De 1998 a 2006 fue el jefe de la seguridad nacional.
En julio de 2006, recibió su primer papel ministerial y fue nombrado Ministro de Asuntos Sociales y Trabajo. También fue el ministro de Asuntos Exteriores en funciones durante este período. Su mandato como Ministro de Asuntos Sociales y trabajo duró hasta octubre de 2007, cuando fue nombrado Ministro de Información. Luego fue nombrado asesor en el Amiri Diwan. En febrero de 2010, fue nombrado miembro del Consejo Supremo del Petróleo.
El 22 de octubre de 2011, se convirtió en Viceprimer Ministro y Ministro de Asuntos Exteriores. Sabah reemplazó a Mohammad Sabah al-Salem al-Sabah como Ministro de Asuntos Exteriores. En una reorganización del 14 de diciembre de 2011, Sabah también fue nombrado Ministro de Estado para asuntos del gabinete. Más tarde, este puesto fue asumido por Mohammad Abdullah Al Mubarak Al Sabah. El 4 de agosto de 2013, Sabah fue nombrado primer vice primer ministro además de su cargo como ministro de Asuntos Exteriores.
El 19 de noviembre de 2019 asumió como Primer Ministro de Kuwait tras ser nombrado por el Emir de Kuwait Sabah Al-Áhmad Al-Yáber Al-Sabah. En mayo de 2021, Sabah se pronunció a favor de una nueva ley kuwaití que exige 10 años de prisión y una multa de 5000 dinares kuwaitíes para cualquiera que apoye a Israel en la vida real o en las redes sociales. Presentó la renuncia de su gabinete el 5 de abril de 2022, que el emir aceptó el 10 de mayo de 2022 con una solicitud para que permaneciera en calidad de interino.
Desde el 2 de junio de 2024 también es oficialmente príncipe heredero de Kuwait (futuro Emir).

### Honores
Sabah recibió la Orden del Rey Abdulaziz (Arabia Saudita) en 1998, la Orden de los Dos Nilos (Sudán) en 2012 y la Orden de San Miguel y San Jorge (Reino Unido) el 27 de noviembre de 2012.